# Liga ASOBAL 2017-2018
La Liga ASOBAL 2017 - 2018 è la 67ª edizione del torneo di primo livello del campionato spagnolo di pallamano maschile.
Esso venne organizzato dalla RFEMB.
La competizione è iniziata il 7 settembre 2017.

## Formula del torneo
Il campionato si svolse tra 16 squadre che si affrontarono con la formula del girone unico all'italiana con partite di andata e ritorno.
Per ogni incontro i punti assegnati in classifica sono così determinati:
- due punti per la squadra che vinca l'incontro;
- un punto per il pareggio;
- zero punti per la squadra che perda l'incontro.

La squadra 1ª classificata al termine del campionato viene proclamata campione di Spagna.
| Team                          | City              | Venue                                         | Capacity |
| ----------------------------- | ----------------- | --------------------------------------------- | -------- |
| Abanca Ademar León            | León              | Palacio de los Deportes de León               | 5,188    |
| Ángel Ximénez Avia PG         | Puente Genil      | Pabellón Alcalde Miguel Salas                 | 600      |
| Bada Huesca                   | Huesca            | Palacio Municipal de Deportes de Huesca       | 5,000    |
| Bidasoa Irún                  | Irun              | Pabellón Polideportivo Artaleku               | 2,200    |
| BM Logroño La Rioja           | Logroño           | Palacio de los Deportes de La Rioja           | 3,851    |
| BM Benidorm                   | Benidorm          | Palau Municipal d'Esports L'Illa de Benidorm  | 2,500    |
| Condes de Albarei Teucro      | Pontevedra        | Pavillón Municipal dos Deportes de Pontevedra | 4,000    |
| FC Barcelona Lassa            | Barcellona        | Palau Blaugrana                               | 8,250    |
| Fertiberia Puerto Sagunto     | Puerto de Sagunto | Pabellón Municipal de Puerto de Sagunto       | 1,500    |
| Fraikin Granollers            | Granollers        | Palau d'Esports de Granollers                 | 6,500    |
| Frigoríficos del Morrazo      | Cangas do Morrazo | Pabellón Municipal O Gatañal                  | 3,000    |
| Helvetia Anaitasuna           | Pamplona          | Pabellón Anaitasuna                           | 3,000    |
| Liberbank Ciudad Encantada    | Cuenca            | Pabellón Municipal El Sargal                  | 1,900    |
| MMT Seguros Zamora            | Zamora            | Pabellón Ángel Nieto                          | 2,100    |
| Quabit Guadalajara            | Guadalajara       | Palacio Multiusos de Guadalajara              | 5,894    |
| Recoletas Atlético Valladolid | Valladolid        | Polideportivo Huerta del Rey                  | 3,500    |

## Classifica finale
|  | Pos. | Squadra                       | Pt | G  | V  | N | P   | GF  | GS  | DR   | Note                 |
|  | ---- | ----------------------------- | -- | -- | -- | - | --- | --- | --- | ---- | -------------------- |
|  | 1.   | FC Barcelona Lassa            | 57 | 30 | 28 | 1 | 1   | 996 | 699 | +297 | EHF Champions League |
|  | 2.   | Abanca Ademar León            | 43 | 30 | 20 | 3 | 7   | 841 | 781 | +60  | EHF Champions League |
|  | 3.   | Fraikin Granollers            | 42 | 30 | 20 | 2 | 8   | 877 | 847 | +30  | EHF Champions League |
|  | 4.   | BM Logroño La Rioja           | 41 | 30 | 19 | 3 | 8   | 903 | 814 | +89  | EHF Cup              |
|  | 5.   | Liberbank Ciudad Encantada    | 37 | 30 | 17 | 3 | 10  | 812 | 776 | +35  | EHF Cup              |
|  | 6.   | Helvetia Anaitasuna           | 36 | 30 | 16 | 4 | 10  | 828 | 833 | -5   |                      |
|  | 7.   | Bada Huesca                   | 33 | 30 | 15 | 3 | 13  | 799 | 786 | +13  |                      |
|  | 8.   | Quabit Guadalajara            | 29 | 30 | 12 | 5 | 13  | 821 | 845 | -24  |                      |
|  | 9.   | Recoletas Atlético Valladolid | 28 | 30 | 13 | 2 | 15  | 843 | 844 | -1   |                      |
|  | 10.  | Bidasoa Irún                  | 27 | 30 | 12 | 3 | 15  | 818 | 813 | +5   |                      |
|  | 11.  | BM Benidorm                   | 25 | 30 | 10 | 5 | 15  | 778 | 817 | -39  |                      |
|  | 12.  | Ángel Ximénez Avia PG         | 19 | 30 | 8  | 3 | 19  | 774 | 827 | -53  |                      |
|  | 13.  | Frigoríficos del Morrazo      | 19 | 30 | 8  | 3 | 19  | 750 | 840 | -90  |                      |
|  | 14.  | Condes de Albarei Teucro      | 18 | 28 | 7  | 4 | 17  | 791 | 879 | -88  |                      |
|  | 15.  | Fertiberia Puerto Sagunto     | 13 | 30 | 5  | 3 | 22  | 759 | 872 | -113 | Retrocessione        |
|  | 16.  | MMT Seguros Zamora            | 13 | 30 | 5  | 2 | 213 | 737 | 854 | -117 | Retrocessione        |

## Verdetti
- FC Barcelona Lassa campione di Spagna e qualificato alla EHF Champions League 2018-2019;
- Abanca Ademar León e Fraikin Granollers qualificate  alla EHF Champions League 2018-2019;
- BM Logroño La Rioja e Liberbank Ciudad Encantada qualificate alla EHF Cup 2018-2019;
- Fertiberia Puerto Sagunto e MMT Seguros Zamora retrocesse in Division Honor de Plata